# 神秘的古庙
《神秘的古庙》（英語：Legends of the Hidden Temple）是一档美国的动作冒险类儿童游戏节目。节目背景设定为一藏有失落的玛雅宝藏并有神庙守卫保护的古庙。Kirk Fogg充当主持并作为团队指导，Dee Bradley Baker为奥尔梅克石头像（Olmec colossal heads）配音，石像知晓隐藏在宝藏背后的秘密。六支队的两个孩子（一男一女）将通过亲身闯关以及回答有关历史、神话和地理的问题来竞争获得一件古庙中的历史文物。经过三轮淘汰赛，只有一支队留下，他们需要在三分钟内完成决赛任务并获得大奖。
本节目由Stone Stanley Productions与尼克国际儿童频道制作，由Nickelodeon Studios录制。于1993年9月11日至1995年在尼克国际儿童频道首播并在1999年2月28日开始重播。（1999–2007年在Nick GAS上重播，偶尔也在TeenNick上重播）。
本节目在1995年赢得CableACE游戏特别节目或系列奖（Best Game Show Special or Series）。

## 游戏过程
游戏设计基于印第安纳·琼斯系列电影，《Orlando Sentinel》Marianne Arneberg描述游戏设计就像“《危险边缘》与《夺宝奇兵》的混合体”。游戏背景被设定为玛雅文化。节目包含了不同类型的挑战关卡： 一个广而浅的水池（护城河）、一系列智力问答、一个大的两个半层楼的垂直立体迷宫。迷宫路口有一会说话的奥尔梅克石头像（名叫Olmec）。Olmec讲述背景知识以及挑战规则。 每一集都围绕一个特定的来自全世界的传说（有真实的亦有虚构的），包括“阿拉伯的劳伦斯的头饰”、“本杰明·富兰克林导电实验的钥匙”、“叶卡捷琳娜二世缀满宝石的蛋”、“伊卡洛斯的折翼”。 除了提供传说相关的宝物，传说也是历史问答的步骤关键，同时又于最后的迷宫设计有关。
每一集里，六支队伍的两名成员经过三轮比赛确定一族进入决赛。每支队伍的队服以颜色及花纹区别：红色美洲虎、蓝梭鱼、绿猴、橙绿鬣蜥、紫鹦鹉、银蛇。

### 决赛：The Temple Run

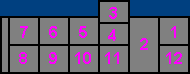
迷宫示意图